# Borka Taleski
Borka Petrov Taleski (Борка Талески en macedonio) (19 de julio de 1921, Prilep, actualmente en Macedonia del Norte-2 de marzo de 1942, Pletvar) fue un partisano y Héroe del Pueblo de Yugoslavia. Fue el organizador del levantamiento contra la ocupación de Yugoslavia durante la Segunda Guerra Mundial, que empezó el 11 de octubre de 1941.

## Primeros años
Borka Taleski nació el 19 de julio de 1921 en Prilep en el seno de una familia de artesanos. Se matriculó en los estudios de secundaria en Bitola. Como estudiante de secundaria publicó artículos literarios en la revista Podmladak que se publicaba en Kragujevac. Cuando tenía 17 años redactó tratados filosóficos. Tras graduarse, se matriculó en la Facultad de Medicina de Belgrado. Participó en diversas manifestaciones y enfrentamientos con la policía. En 1939 pasó a formar parte del Partido Comunista de Yugoslavia y al volver a Prilep se unió al movimiento revolucionario de la ciudad. En 1940 participó en las grandes manifestaciones de Ilinden, en las que fue uno de los oradores. Se posicionó a favor de la independencia de Macedonia e inmediatamente después de la manifestación, fue detenido y juzgado en Belgrado. Cumplió su condena en una prisión en Ada Ciganlija. Después de su liberación de la prisión, fue enviado al campo de Međurečje - Ivanjica.

## Guerra de liberación
Cuando en abril de 1941 regresó a Prilep, se convirtió en miembro del Comité Local del Partido Comunista. Con motivo del ataque de Alemania a la Unión Soviética, el 23 de junio de 1941 se llevó a cabo una consulta, donde Taleski presentó un informe con la evaluación de la guerra entre Alemania y la URSS. En septiembre fue elegido miembro de mesa directiva del Comité Regional del Partido Comunista de Yugoslavia en Macedonia.
Taleski se oponía a la dirección del partido, que era favorable a Bulgaria, y no aceptaba la interferencia del Partido Comunista Búlgaro en la organización del partido de Macedonia. Fue excluido de las actividades para fortalecer la organización del partido. Participó en la organización de unidades de partisanos y en un ataque en Prilep el 11 de octubre. En diciembre de 1941 se opuso a la visión de Metodi Shatorov, bajo la influencia del Partido Comunista Búlgaro. Expresó su opinión en una carta dirigida al Comité Central del Partido Comunista de Yugoslavia, tras lo cual el conflicto entre las facciones se intensificó. A principios de 1942 fue expulsado de la Comisión Provincial por parte de las facciones pro-búlgaros dominantes.

## Muerte
El 2 de marzo de 1942 fue asesinado en un tiroteo cerca de Pletvar, en el Municipio de Prilep, junto a Lazo Kolevski tras una emboscada de la policía búlgara. De acuerdo con el boletín de la policía del 20 de marzo de 1942, la traición fue cometida por el entonces alcalde de la localidad, Carevic. El 5 de julio de 1951 la Asamblea Nacional de la República Federal de Yugoslavia lo nombró Héroe del Pueblo de Yugoslavia.